# Bardská funkce televize
Bardská funkce televize je pojem, který do kulturálních a mediálních studií vnesli John Fiske a John Hartley ve své společné práci Reading Television z roku 1978. Hartley i Fiske jsou představiteli tzv. Birminghamské školy, oba působili ve vlivném Centru pro studium současné kultury (Centre for Contemporary Cultural Studies) na Univerzitě v Birminghamu.
Pojem "bardská" autoři užili proto, že keltští bardi (v jejich interpretaci) svými písněmi smiřovali v minulosti vládce s ovládaným lidem. V jejich očích působí podobně i televizní vysílání, když usmiřuje nižší vrstvy s panujícími mocenskými poměry a za to jim dá odškodné v podobě nějakého potěšení.
Způsoby konstruování významu v televizi podle Fiskea a Hartleyho usilují o společenský konsensus a o představu u publika, že aktuální podoba společnosti je přirozená a jediná možná. Bardská televize se pokouší dát světu jednoznačný význam a vše, co tento význam zpochybňuje, označuje za úchylku, patologii, šílenství či nesmysl. Nejde však o zájem vlastníků či kapitalistů (jako u neomarxistické kritiky médií), podle Fiskeho je takové působení zkrátka "neodstranitelnou vlastností kódu typu broadcasting".